# Chodźki
Chodźki ([ˈxɔt͡ɕki]) est un village polonais du district administratif de Raczki dans le powiat de Suwałki et dans la voïvodie de Podlachie, au Nord-Est du pays. Il se trouve à environ 4 km au nord de Raczki, à 14 km au sud-ouest de Suwałki, et à 103 km au nord de la capitale régionale Białystok. 
Le village a une population qui s'élève à 170.